# IC 845
IC 845 ist eine elliptische Galaxie vom Hubble-Typ E0 im Sternbild Jungfrau auf der Ekliptik. Sie ist schätzungsweise 476 Millionen Lichtjahre von der Milchstraße entfernt und hat einen Durchmesser von etwa 45.000 Lichtjahren. 
Das Objekt wurde am 3. Mai 1889 vom US-amerikanischen Astronomen Lewis Swift entdeckt.